# Agramunt
Agramunt és un municipi de la comarca de l'Urgell, Catalunya, que consta de vàries entitats de població, que són:
| Entitat de població        | Habitants (2023) |
| Agramunt                   | 5.324            |
| Montclar                   | 90               |
| Mafet                      | 62               |
| la Donzell d'Urgell        | 17               |
| les Puelles                | 14               |
| Almenara Alta              | 9                |
| Almenara Baixa             | 0                |
| Rocabertí de Sant Salvador | 0                |
| Font: Idescat              |                  |

Agramunt és juntament amb Guissona una de les poblacions capdavanteres de la subcomarca de la Ribera del Sió, situat en el punt de confluència de l'Urgell, la Segarra i la Noguera.
Té com a eix el riu Sió, en direcció est-oest. Agramunt és la segona vila més poblada de la comarca de l'Urgell, i està situada al nord de la comarca. És una vila industrial, de serveis i agrícola, molt coneguda per les seves fàbriques de torró i xocolata. Són importants també les seves indústries metal·lúrgiques.

## Història
La conquesta de la vila va tenir lloc a l'any 1070 a càrrec d'Ermengol IV d'Urgell.
Al 1163 li va ser concedida la carta de població. Fins al 1314 va ser la capital del comtat de l'Urgell, fet que li va donar certs privilegis com per exemple el poder d'encunyar la moneda pròpia del comtat l'any 1200.
Al 1413 i després de les lluites que van seguir al compromís de Casp, la ciutat es va rendir davant les tropes de Ferran I d'Antequera. Pocs anys més tard, la vila va passar a mans de Joan II d'Aragó qui, el 1452 la va entregar a causa d'uns deutes amb el comte de Pallàs. L'any 1472 Agramunt va tornar a ser possessió de la corona. Després dels Decrets de Nova Planta va passar a formar part del corregiment de Cardona.
Durant la Guerra dels Segadors la ciutat va ser conquerida primer per les tropes de Castella, ocupada per tropes franceses l'any 1644, i presa de nou per les castellanes al 1646. Durant la Guerra de Successió va caure en mans de les tropes de Felip V l'any 1711. Des del 1810 fins al 1814 va estar ocupada per tropes franceses emmarcada en el context històric de la Guerra de la Independència Espanyola.

### Etimologia
El topònim d'Agramunt apareix documentat per primera vegada el segle xi amb la mateixa forma d'Agramunt. D'entrada sembla un simple compost del llatí acre 'escarpat' i mons 'turó'. De tota manera, Joan Coromines observà que la ciutat està situada només nou quilòmetres al nord del poblat ibèric del Molí d'Espígol, generalment identificat amb la població d'Atanagrum. Si aquesta identificació és correcta, el nom d'Agramunt podria ser continuador del d'Atanagrum: atan- significaria muntanya, de tal manera que, llatinitzat, el topònim hauria esdevingut *Muntagre; justament aquesta forma es documenta en un document del segle xi referit a la vila d'Agramunt. De tota manera, el mateix Coromines admet que l'etimologia no és clara i que també és versemblant que es tracti simplement de Acri-monte 'turó escarpat'.
La gent d'Agramunt són agramuntins o agramuntesos, tot i que la segona és menys corrent.

## Geografia
- Llista de topònims d'Agramunt (Orografia: muntanyes, serres, collades, indrets..; hidrografia: rius, fonts...; edificis: cases, masies, esglésies, etc).

## Llocs d'interès
Edificacions
- Castell de Montclar, castell fortificat edificat al segle xiii al voltant d'una torre romana del segle ii i reformat al segle xvii amb estil renaixentista, situat a Montclar d'Urgell.
- Sant Jaume de Montclar, església d'estil barroc edificada al segle xvii, situada a Montclar d'Urgell.
- Mina de Montclar, l'obra hidràulica més important del canal d'Urgell, tunel que travessa la serra de Montclar, edificat entre 1853 i 1861, situat a Montclar d'Urgell.
- Castell de la Donzell, casalot edificat al segle xvi situat a la Donzell d'Urgell.
- Sant Pere de la Donzell, església d'estil barroc edificada al segle xvii, situada a la Donzell d'Urgell.
- Sant Roc de la Donzell, ermita edificada al segle xx, situada a la Donzell d'Urgell.
- Castell de les Puelles, casalot edificat al segle xvii, situat a les Puelles.
- Pilar d'Almenara, torre de sentinella d'estil romànic edificada al segle xi situada a Almenara Alta.
- Santa Maria d'Agramunt, església que combina estil romànic i gòtic edificada al segle xii, situada a Agramunt.
- Pont de Ferro, aqüeducte per on el canal d'Urgell travessa el riu Sió, edificat entre 1875 i 1876, situat a Agramunt.
- Refugi Antiaeri, edificat al segle xx, situat a Agramunt.

Museus
- Espai Guinovart, de l'artista local Josep Guinovart, art contemporani.[2]
- Lo Pardal, de l'artista local Guillem Viladot, poesia visual.
- Museu Etnològic Municipal, etnologia.

Espais naturals
- Serra de Montclar
- Serra d'Almenara
- Serra d'Agramunt

## Fills i filles il·lustres d'Agramunt
- Benet Garret fou abat durant tres períodes del Monestir de Santa Maria de Bellpuig de les Avellanes
- Joan Codina i Cendrós, prevere catalanista i mestre de música
- Antoni Benet i Carulla (1859-1926): hisendat i delegat de l'Assemblea de Catalunya (1892)
- Guillem Viladot, poeta i escriptor

## Demografia
| 1497 f | 1515 f | 1553 f | 1717 | 1787  | 1857  | 1877  | 1887  | 1900  | 1910  |
| ------ | ------ | ------ | ---- | ----- | ----- | ----- | ----- | ----- | ----- |
| 137    | 267    | 280    | 843  | 2.206 | 3.829 | 3.278 | 3.411 | 3.191 | 3.146 |

| 1920  | 1930  | 1940  | 1950  | 1960  | 1970  | 1981  | 1990  | 1992  | 1994  |
| ----- | ----- | ----- | ----- | ----- | ----- | ----- | ----- | ----- | ----- |
| 3.179 | 3.300 | 3.112 | 3.535 | 3.730 | 4.428 | 4.562 | 4.775 | 4.814 | 4.814 |

| 1996  | 1998  | 2000  | 2002  | 2004  | 2006  | 2008  | 2010  | 2012  | 2014  |
| ----- | ----- | ----- | ----- | ----- | ----- | ----- | ----- | ----- | ----- |
| 4.925 | 4.950 | 4.902 | 5.071 | 5.212 | 5.459 | 5.577 | 5.618 | 5.633 | 5.515 |

| 2016  | 2018  | 2020  | 2022  | 2024  | 2026 | 2028 | 2030 | 2032 | 2034 |
| ----- | ----- | ----- | ----- | ----- | ---- | ---- | ---- | ---- | ---- |
| 5.390 | 5.393 | 5.411 | 5.479 | 5.629 | -    | -    | -    | -    | -    |

El 1787 incorpora Almenara Baixa; el 1857, Almenara Alta, Mafet,  i el Terme de la Pobla; el 1970, Montclar, les Puelles, Rocabertí de Sant Salvador, i la Donzell d'Urgell.

## Clima
| Paràmetres climàtics mitjans d'Agramunt                                      | Paràmetres climàtics mitjans d'Agramunt | Paràmetres climàtics mitjans d'Agramunt | Paràmetres climàtics mitjans d'Agramunt | Paràmetres climàtics mitjans d'Agramunt | Paràmetres climàtics mitjans d'Agramunt | Paràmetres climàtics mitjans d'Agramunt | Paràmetres climàtics mitjans d'Agramunt | Paràmetres climàtics mitjans d'Agramunt | Paràmetres climàtics mitjans d'Agramunt | Paràmetres climàtics mitjans d'Agramunt | Paràmetres climàtics mitjans d'Agramunt | Paràmetres climàtics mitjans d'Agramunt | Paràmetres climàtics mitjans d'Agramunt |
| Mes                                                                          | Gen                                     | Feb                                     | Mar                                     | Abr                                     | Mai                                     | Jun                                     | Jul                                     | Ago                                     | Set                                     | Oct                                     | Nov                                     | Des                                     | Anual                                   |
| ---------------------------------------------------------------------------- | --------------------------------------- | --------------------------------------- | --------------------------------------- | --------------------------------------- | --------------------------------------- | --------------------------------------- | --------------------------------------- | --------------------------------------- | --------------------------------------- | --------------------------------------- | --------------------------------------- | --------------------------------------- | --------------------------------------- |
| Temperatura màxima mitjana (°C)                                              | 7,3                                     | 11,2                                    | 15,8                                    | 19                                      | 24,1                                    | 29,1                                    | 33,3                                    | 32,1                                    | 26,5                                    | 19,1                                    | 11,8                                    | 7,8                                     | 19,8                                    |
| Temperatura mínima mitjana (°C)                                              | 0,2                                     | 1,1                                     | 3,3                                     | 5,5                                     | 9,8                                     | 14                                      | 17,3                                    | 17,2                                    | 13,8                                    | 8,7                                     | 3,9                                     | 1,2                                     | 8                                       |
| Precipitacions (mm)                                                          | 32,6                                    | 16                                      | 30,5                                    | 43,9                                    | 59                                      | 38,7                                    | 12,9                                    | 29                                      | 47,4                                    | 44,9                                    | 37,4                                    | 33,7                                    | 428,4                                   |
| Font: Servei Meteorològic de Catalunya Arxivat 2013-12-25 a Wayback Machine. |                                         |                                         |                                         |                                         |                                         |                                         |                                         |                                         |                                         |                                         |                                         |                                         |                                         |

## Festivitats
- La Fira del Torró i la Xocolata a la Pedra es remunta a l'any 1988 quan a iniciativa del Foment Pro-Mercat d'Agramunt i Comarca es va organitzar un mercat dedicat al torró. La bona acollida que va tenir la iniciativa va animar als organitzadors a obrir la participació en altres sectors i el 12 d'octubre de l'any següent es va celebrar la primera Fira del Torró i de la Xocolata a la Pedra. De llavors ençà la fira ha evolucionat i actualment és un punt de referència dins el calendari firal de les Terres de Lleida.[3]
- El primer cap de setmana de setembre se celebra la Festa Major
- El Carnaval d'Agramunt és una de les festes populars més destacades d'aquesta vila de la comarca de l'Urgell, a Catalunya. Aquesta celebració, que té lloc anualment al mes de febrer, s'ha convertit en un esdeveniment molt esperat gràcies a la seva originalitat i a la participació activa dels veïns. Entre els actes més destacats hi ha el pregó de Carnaval i la Rua, en la qual participen prop d'un miler de persones cada any. També són emblemàtics els personatges del Carnaval d'Agramunt, com el Rei Carnestoltes, la Xurripampi, i els Dòminos.

## Cultura
La revista Sió d'Agramunt és una publicació mensual, catalana i en català, d'informació local i comarcal de la Ribera del Sió. És editada per un col·lectiu de persones sense ànim de lucre. La revista, fundada el 1964, és l'entitat més veterana del municipi. També ha publicat, en fascicles, estudis monogràfics inèdits sobre temes locals que, posteriorment han estat editats en volums. La revista Sió s'ha convertit en un dels motors culturals de la vila d'Agramunt.
L'any 2003, Carlos Atanes roda a Les Puelles la pel·lícula Perdurabo (Where is Aleister Crowley?.

## Comunicacions
S'hi arriba a través de la carretera C-14, en direcció a Tarragona i Andorra i està situada a 15 km de Tàrrega. També agafant la carretera L-303 de Cervera a Agramunt o bé, venint de Balaguer per la carretera LV-3025.

## Gastronomia
Destaca el Torró d'Agramunt que és un torró elaborat al municipi amb avellanes o ametlles, sucre, mel i clara d'ou, presentat en tauletes rodones o rectangulars entrapanades de pa d'àngel de diverses mides i pesos. La primera menció escrita data del 1741. És reconegut amb la Indicació geogràfica protegida pel Departament d'Agricultura des del 2002. Està inscrit al Registre comunitari i regulat per l'Ordre AAR/429/2009 de la Generalitat.